# Modigliana
Modigliana là một đô thị ở tỉnh Forlì-Cesenatrong vùng Emilia-Romagna, có cự ly khoảng 50 km về phía đông nam của Bologna và khoảng 20 km về phía tây namcủa Forlì. Tại thời điểm ngày 31 tháng 12 năm 2004, đô thị này có dân số 4.795 người và diện tích là 101,2 km².
Từ năm 1850 đến năm 1986, đây là nơi đóng trụ sở của giáo khu Modigliana.
Modigliana giáp các đô thị: Brisighella, Castrocaro Terme e Terra del Sole, Dovadola, Marradi, Rocca San Casciano, Tredozio.